# Carlisle, South Carolina
Carlisle är en ort i Union County i delstaten South Carolina, USA.